# Malta op het Eurovisiesongfestival 2006
Malta nam deel aan het Eurovisiesongfestival 2006 in Athene (Griekenland). Het was de negentiende deelname van het land op het Eurovisiesongfestival. Public Broadcasting Services (PBS) was verantwoordelijk voor de Maltese bijdrage voor de editie van 2006.

## Selectieprocedure
Er werd gekozen om een nationale finale te organiseren.
In totaal deden er 18 artiesten mee aan deze finale en de winnaar werd gekozen door televoting.
| Volgorde | Lied                    | Artiest                        | Punten | Plaats |
| -------- | ----------------------- | ------------------------------ | ------ | ------ |
| 1        | "You Too"               | J. Anvil                       | 4933   | 4      |
| 2        | "Amazing"               | Anabelle Debono                | 2107   | 14     |
| 3        | "Only Till The Morning" | Ali & Lis                      | 3907   | 6      |
| 4        | "It Just Comes Natural" | Josef Tabone & Amanda Farrugia | 1980   | 15     |
| 5        | "Echoes Of Gaia"        | Charlene & Natasha             | 2836   | 10     |
| 6        | "I Promise You"         | Manuel Xuereb                  | 3782   | 7      |
| 7        | "I Do"                  | Fabrizio Faniello              | 7729   | 1      |
| 8        | "Tell Me"               | Eleanor Cassar                 | 2646   | 11     |
| 9        | "This Heart Of Mine"    | Trilogy                        | 4954   | 3      |
| 10       | "So Good"               | Andreana                       | 635    | 18     |
| 11       | "Time"                  | Paul Giordimaina & Morena      | 3046   | 9      |
| 12       | "Reachin' Out"          | Pamela                         | 2371   | 13     |
| 13       | "Stronger"              | Christian Arding               | 4075   | 5      |
| 14       | "Waves"                 | Nadine Axisa                   | 1680   | 16     |
| 15       | "Stay With Me"          | Lara Azzopardi                 | 1637   | 17     |
| 16       | "You're My Dream"       | Kevin Borg                     | 3590   | 8      |
| 17       | "High Alert"            | Claudia Faniello               | 2416   | 12     |
| 18       | "Spare A Moment"        | Olivia Lewis                   | 7623   | 2      |

## In Kiev
Door de goede prestatie in 2005, moest men niet aantreden in de halve finales.
In de finale moest men aantreden als 7de na Spanje en voor Duitsland. Op het einde van de avond bleek men op een 24ste plaats en laatste plaats te zijn geëindigd met 1 punt.
Nederland en België hadden geen punten over voor deze inzending.

### Gekregen punten

#### Finale
| 12 punten | 10 punten | 8 punten | 7 punten | 6 punten  |
| --------- | --------- | -------- | -------- | --------- |
|           |           |          |          |           |
| 5 punten  | 4 punten  | 3 punten | 2 punten | 1 punt    |
|           |           |          |          | - Albanië |

### Punten gegeven door Malta

#### Halve finale
Punten gegeven in de halve finale:
| 12 punten | Zweden                |
| 10 punten | Finland               |
| 8 punten  | Rusland               |
| 7 punten  | België                |
| 6 punten  | Ierland               |
| 5 punten  | Slovenië              |
| 4 punten  | Cyprus                |
| 3 punten  | Oekraïne              |
| 2 punten  | Bosnië en Herzegovina |
| 1 punt    | Polen                 |

#### Finale
Punten gegeven in de finale:
| 12 punten | Zwitserland         |
| 10 punten | Roemenië            |
| 8 punten  | Griekenland         |
| 7 punten  | Finland             |
| 6 punten  | Zweden              |
| 5 punten  | Rusland             |
| 4 punten  | Ierland             |
| 3 punten  | Verenigd Koninkrijk |
| 2 punten  | Oekraïne            |
| 1 punt    | Litouwen            |